# Jackson (Tennessee)
Jackson es una ciudad ubicada en el condado de Madison en el estado estadounidense de Tennessee. En el Censo de 2010 tenía una población de 65.211 habitantes y una densidad poblacional de 468,6 personas por km².

## Geografía
Jackson se encuentra ubicada en las coordenadas 35°38′57″N 88°49′50″O / 35.64917, -88.83056. Según la Oficina del Censo de los Estados Unidos, Jackson tiene una superficie total de 139.16 km², de la cual 139.16 km² corresponden a tierra firme y (0%) 0 km² es agua.

## Demografía
Según el censo de 2010, había 65.211 personas residiendo en Jackson. La densidad de población era de 468,6 hab./km². De los 65.211 habitantes, Jackson estaba compuesto por el 0.05% blancos, el 0.05% eran afroamericanos, el 0.16% eran amerindios, el 1.16% eran asiáticos, el 0.03% eran isleños del Pacífico, el 0% eran de otras razas y el 1.48% pertenecían a dos o más razas. Del total de la población el 0% eran hispanos o latinos de cualquier raza.